# Even in the Quietest Moments...
| 전문가 평가                   | 전문가 평가 |
| 평가 점수                     | 평가 점수   |
| 출처                          | 점수        |
| ----------------------------- | ----------- |
| AllMusic                      | [ 1 ]       |
| Christgau's Record Guide      | C+          |
| Encyclopedia of Popular Music | [ 3 ]       |
| MusicHound                    | 3/5         |
| The Rolling Stone Album Guide | [ 5 ]       |

《Even in the Quietest Moments...》는 1977년 4월 10일에 발매된 영국의 록 밴드 슈퍼트램프의 다섯 번째 음반이다. 주로 콜로라도주의 카리부 랜치 스튜디오에서 녹음되었고, 오버더빙, 보컬, 믹싱은 로스앤젤레스의 레코드 플랜트에서 완성되었다. 이 음반은 엔지니어 피터 헨더슨을 사용한 슈퍼트램프의 첫 번째 음반으로, 그는 다음 세 음반에서도 밴드와 함께 작업할 것이다.
《Even in the Quietest Moments...》는 1977년 빌보드 200 차트에서 16위에 올랐고 발매 몇 달 만에 미국에서 슈퍼트램프의 첫 번째 골드 음반 (500,000장 이상) 판매 음반이 되었다. 게다가, 〈Give a Little Bit〉은 미국 톱 20 싱글이 되었고 영국 싱글 차트에서 29위에 올랐다. 〈Give a Little Bit〉이 큰 인기를 끌었지만, 〈Fool's Overture〉와 타이틀곡 모두 FM 앨범 록 플레이를 꽤 많이 받았다.

## 배경
비록 모든 곡들이 릭 데이비스와 로저 호지슨이 공동 작곡한 것으로 알려져 있지만, 데이비스는 〈Lover Boy〉, 〈Downstream〉, 〈From Now On〉을 직접 작곡했고, 호지슨은 〈Give a Little Bit〉, 〈Even in the Quiet Moments〉, 〈Babaji〉, 〈Fool〉을 차례로 작곡했다.
데이비스는 〈Lover Boy〉에 대해 "저는 남성 잡지에 실린 여성을 태우는 방법을 알리는 광고에서 영감을 받았습니다. 아시다시피, 여러분은 그것을 위해 보내고 실패하지 않을 것을 보장합니다. 2주 동안 적어도 5명의 여자와 잠을 못 잤다면 돈을 돌려받을 수 있습니다."라고 말했다. 밥 시벤버그는 "릭은 꽤 오랫동안 〈Lover Boy〉를 작업하다가 마침내 긴 중간 부분을 생각해 냈어요. 그냥 듣기로는 정말 느리고, 정말 탄탄한 비트로, 그 아래에 있는 곡의 역동성을 모두 표현하기 위해서였어요. 노래 자체가 정말 강력하고 그 아래에 있는 뭔가 정말 견고한 것이 필요했거든요."
대부분의 〈Even in the Quiet Moments〉는 덴마크 코펜하겐의 티볼리 가든에서 열리는 쇼의 사운드 체크 중에 작성되었다. 데이비스와 호지슨은 오베르하임과 솔리나 스트링 신시사이저를 사용하여 호지슨과 함께 곡의 다양한 부분을 연습했다. 데이비스는 이 음악에 대해 이렇게 말했다. "이것은 매우 일반적인 멜로디로 시작해서 하나의 화음 진행으로 이어집니다. 아니면 우리는 그것을 이그제이션이라고 불러야 할 것 같습니다. 수백 개의 사운드가 들락날락하는 것이지요. 콜라주 같은 것이죠." 호지슨은 이 가사에 대해 "이 노래는 일종의 이중적인 사랑 노래입니다. 소녀에게나 신에게나 그럴 수 있습니다."라고 말했다.
〈Downstream〉은 데이비스에 의해 보컬과 피아노로 연주되며, 한 번에 녹음되었다. 시벤버그는 이 노래가 "너무 개인적이고 순수하기 때문에" 음반에서 자신이 가장 좋아하는 곡이라고 묘사했다.

## 커버 아트
앞면 커버 아트는 눈으로 뒤덮인 실제 피아노와 벤치를 찍은 특이한 사진이며, 산봉우리를 배경으로 하고 있지만, 구멍이 난 그랜드 피아노는 엘도라 마운틴 리조트(카리부 랜치 스튜디오 인근 스키장)로 옮겨져 밤새 눈이 내린 후 촬영되었다. 피아노의 악보 제목은 〈Fool's Overture〉이지만 실제로는 〈성조기〉이다.
전체 오리지널 커버 아트, 가사, 크레딧이 복원된 리마스터 CD 버전은 2002년 6월 11일 미국의 A&M 레코드에서 발매되었다.

## 곡 목록
모든 곡들은 릭 데이비스와 로저 호지슨에게 표기되었다.
| #  | 제목                             | 작사·작곡 | 재생 시간 |
| -- | -------------------------------- | --------- | --------- |
| 1. | 〈Give a Little Bit〉            | 호지슨    | 4:08      |
| 2. | 〈Lover Boy〉                    | 데이비스  | 6:49      |
| 3. | 〈Even in the Quietest Moments〉 | 호지슨    | 6:26      |
| 4. | 〈Downstream〉                   | 데이비스  | 4:00      |

| #  | 제목                | 작사·작곡 | 재생 시간 |
| -- | ------------------- | --------- | --------- |
| 1. | 〈Babaji〉          | 호지슨    | 4:51      |
| 2. | 〈From Now On〉     | 데이비스  | 6:21      |
| 3. | 〈Fool's Overture〉 | 호지슨    | 10:52     |

## 인증
| 국가                       | 인증     | 판매량/출하량 |
| -------------------------- | -------- | ------------- |
| 캐나다 (뮤직 캐나다)       | 플래티넘 | 100,000^      |
| 프랑스 (SNEP)              | 플래티넘 | 387,200       |
| 독일 (BVMI)                | 골드     | 250,000^      |
| 네덜란드 (NVPI)            | 2× 골드  | 100,000^      |
| 스위스 (IFPI 스위스)       | 플래티넘 | 50,000^       |
| 영국 (BPI)                 | 실버     | 60,000^       |
| 미국 (RIAA)                | 골드     | 500,000^      |
| ^출하량을 기반으로 한 인증 |          |               |